# Stazione di Carmignano
Stazione di Carmignano 2002-ben bezárt vasútállomás Olaszországban, Carmignano településen.

## Vasútvonalak
Az állomást az alábbi vasútvonalak érintették:
- Pisa–Firenze-vasútvonal

## Kapcsolódó állomások
A vasútállomáshoz az alábbi állomások vannak a legközelebb:
- Stazione di Montelupo-Capraia
- Stazione di Signa